# Aeroportul Angers – Loire
Aeroportul Angers – Loire (IATA: ANE, ICAO: LFJR) este un aeroport din Marcé, Cantonul Seiches-sur-le-Loir, Arondismentul Angers, Maine-et-Loire, Pays de la Loire, Franța metropolitană, Franța ce deservește zona Angers. Aeroportul a fost tranzitat în 2022 de 3.646 de pasageri. A fost deschis în 2 septembrie 1998 și numit după zona deservită.
Situat la o altitudine de 59 m, aeroportul dispune de o singură pistă.